# Pease (cráter)

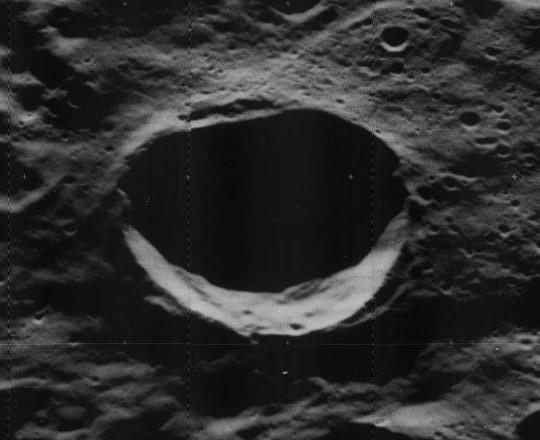
Imagen oblicua de la misión Lunar Orbiter 5, mirando al oeste

Pease' es un cráter de impacto lunar que se encuentra en el borde norte-noroeste de la enorme falda de materiales eyectados que rodea la cuenca de impacto Mare Orientale. Se encuentra justo sobre un diámetro del cráter al este del cráter más pequeño Butlerov. Al este-noreste de Pease se encuentra el algo mayor Nobel.
|  |

Se trata de una formación circular en forma de cuenco, con un borde exterior moderadamente erosionado. No presenta impactos significativos ni sobre su brocal ni sobre su interior. Presenta una zona ligeramente plana en el sector occidental de su contorno.